# Crossroads (trilha-sonora)
Este artigo traz informações a respeito da música e da trilha-sonora do filme de Crossroads, de 1986 (em português, o título do filme foi traduzido como Encruzilhada).
O filme, roteirizado por John Fusco, dirijido por Walter Hill e estrelado por Ralph Macchio, Joe Seneca e Jami Gertz, foi inspirado na lenda do músico de blues Robert Johnson.
A trilha-sonora original, intitulada Crossroads OST, foi composta pro Ry Cooder, produzida por Tom Whalley e lançada no mesmo ano do filme pelo selo Warner Bros. Records. Os guitarristas William Kanengiser, Arlen Roth e Steve Vai se apresentam no filme, mas não foram creditados na trilha-sonora .
Algumas músicas que foram tocadas no filme, mas que não foram incluídos neste álbum, estão presentes no álbum The Elusive Light and Sound, Vol. 1, de Steve Vai.

## Trilha-Sonora Original
O guitarrista Ry Cooder, compositor das músicas, disse que passou um ano trabalhando na trilha sonora. Mais tarde, ele disse:

### Faixas
| N.º            | Título                       | Compositor(es)                                                | Duração |  |
| 1.             | "Crossroads"                 | Ahmad Jamal, Robert Johnson, Traditional                      | 4:24    |  |
| 2.             | "Down in Mississippi"        | J. B. Lenoir                                                  | 4:25    |  |
| 3.             | "Cotton Needs Pickin'"       | Frank Frost, Richard "Shubby" Holmes, John Price, Otis Taylor | 2:58    |  |
| 4.             | "Viola Lee Blues"            | Noah Lewis                                                    | 3:11    |  |
| 5.             | "See You in Hell, Blind Boy" | Ry Cooder                                                     | 2:10    |  |
| 6.             | "Nitty Gritty Mississippi"   | Fred Burch, Don Hill                                          | 2:57    |  |
| 7.             | "He Made a Woman Out of Me"  | Fred Burch, Don Hill                                          | 4:12    |  |
| 8.             | "Feelin' Bad Blues"          | Ry Cooder                                                     | 4:16    |  |
| 9.             | "Somebody's Callin' My Name" | Traditional                                                   | 1:45    |  |
| 10.            | "Willie Brown Blues"         | Ry Cooder, Joe Seneca                                         | 3:45    |  |
| 11.            | "Walkin' Away Blues"         | Ry Cooder, Sonny Terry                                        | 3:37    |  |
| Duração total: | Duração total:               | Duração total:                                                | 37:06   |  |

### Créditos
- Ry Cooder - Guitarra, bandolim, vocais
- Otis Taylor - Guitarra
- Frank Frost - Harmonica, vocais
- Sonny Terry - Harmonica
- John "Juke" Logan - Harmônica
- Jim Keltner - Bateria
- John Price - Bateria
- Jim Dickinson - Piano, dolceola
- Van Dyke Parks - Piano
- Alan Pasqua - Sintetizador
- Nathan East - Baixo elétrico
- Jorge Calderón - baixo elétrico
- Richard "Shubby" Holmes - Baixo elétrico
- Miguel Cruz - Percussão
- George Bohanon - sax barítono
- Walt Sereth - sax soprano
- Amy Madigan - Vocais
- Bobby King, Terry Evans, Willie Green Jr. - vocais de apoio

### Recepção
| Críticas profissionais | Críticas profissionais |
| Avaliações da crítica  | Avaliações da crítica  |
| Fonte                  | Avaliação              |
| ---------------------- | ---------------------- |
| Allmusic               | [ 5 ]                  |

William Ruhlmann, do allmusic.com, deu uma nota 3 de 5 ao álbum.
Além disso, a trilha-sonora do filme rendeu a Ry Cooder um Prêmio Georges Delerue na categoria Melhor música original.

### Desempenho nas Paradas Musicais
| Parada Musical (1986/87) | Melhor Posição | Ref.  |
| ------------------------ | -------------- | ----- |
| (Kent Music Report)      | 24             | [ 7 ] |

## Cronologia musical do filme
| Tempo   | Evento                                                                             | Nome ou descrição da música                        | Intérprete(s)                                                                                              | Lançamento em CD                                            |
| ------- | ---------------------------------------------------------------------------------- | -------------------------------------------------- | --- | ----------------------------------------------------------- |
| 0:00:18 | Tema de abertura                                                                   | Tema solo de gaita                                 | Sonny Terry                                                                                                |                                                             |
| 0:03:20 | Sessão de estúdio de Robert Johnson                                                | "Crossroads Blues" (Robert Johnson)                | Ry Cooder , Terry Evans                                                                                    | Versão alternativa no "Crossroads OST"                      |
| 0:06:07 | Interpretado por "Willie" enquanto "Eugene" sai do hospital                        | Gaita solo                                         | Sonny Terry                                                                                                |                                                             |
| 0:07:24 | Interpretado por "Willie", enquanto Ralph limpa o chão e antes da primeira reunião | Gaita solo                                         | Sonny Terry                                                                                                |                                                             |
| 0:09:24 | Audição de Juilliard de guitarra clássica de "Eugene"                              | "Marcha turca" (Mozart) / Blues Coda               | William Kanengiser                                                                                         |                                                             |
| 0:10:22 | Audição Juilliard de guitarra clássica de outra aluna                              | JSBach - Gigue - Suíte BWV 995                     | William Kanengiser                                                                                         |                                                             |
| 0:13:07 | Eugene Prática de Guitarra Clássica                                                | "Eugene's Trick Bag" (versão clássica)             | William Kanengiser                                                                                         |                                                             |
| 0:14:00 | Eugene Prática de Guitarra Acústica                                                | Solo de guitarra                                   | Ry Cooder                                                                                                  |                                                             |
| 0:15:02 | Memórias fotográficas de "Willie"                                                  | "See You in Hell, Blind Boy" (extrato)             | Alan Pasqua, Van Dyke Parks                                                                                | Crossroads OST                                              |
| 0:17:25 | Demonstração de guitarra de "Eugene" para "Willie"                                 | Solo de guitarra                                   | Arlen Roth , Ry Cooder                                                                                     |                                                             |
| 0:22:05 | "Willie" alegre por deixar o hospital                                              | Solo de gaita                                      | Sonny Terry                                                                                                |                                                             |
| 0:22:55 | Fuga de "Willie", parte 1                                                          | Abrir slide de guitarra de afinação                | Ry Cooder                                                                                                  |                                                             |
| 0:23:46 | Fuga de "Willie", parte 2                                                          | Dispositivo de gaita e guitarra de afinação aberta | Ry Cooder , Sonny Terry                                                                                    |                                                             |
| 0:25:28 | Partida de ônibus                                                                  | Banda de Blues (instrumental)                      | |                                                             |
| 0:30:01 | Problemas de dinheiro no ônibus                                                    | "Viola Lee Blues" (extrato)                        | Walt Sereth, Jim Dickinson, Jorge Calderon, Ry Cooder, George Bohannon, Jim Keltner                        | Crossroads OST                                              |
| 0:31:48 | "Eugene" toca enquanto está andando                                                | Solo de guitarra                                   | Ry Cooder                                                                                                  |                                                             |
| 0:32:15 | A lição de trem do Willie                                                          | Solo de trem de gaita, resposta de guitarra        | Ry Cooder , Arlen Roth , Sonny Terry                                                                       |                                                             |
| 0:33:15 | Willie Memories                                                                    | "Vejo você no inferno, garoto cego" (extrato)      | Alan Pasqua, Van Dyke Parks                                                                                | Crossroads OST                                              |
| 0:35:13 | Eugene tentando o Fender e o Pignose                                               | Solo de guitarra elétrica                          | Ry Cooder , Arlen Roth                                                                                     |                                                             |
| 0:36:15 | Blues de Eugene Fender, Willie e Eugene Rain's Walk, encontro de Frances           | Solo de guitarra elétrica                          | Ry Cooder                                                                                                  |                                                             |
| 0:40:02 | Eugene, Willie e Frances pegam a estrada para o sul                                | Solo de guitarra elétrica                          | Ry Cooder                                                                                                  |                                                             |
| 0:40:40 | Show de Eugene e Willie Street                                                     | Guitarra elétrica e gaita                          | Ry Cooder , Arlen Roth , Sonny Terry                                                                       |                                                             |
| 0:42:12 | Eugene Hobo está praticando                                                        | Solo de guitarra elétrica                          | Ry Cooder                                                                                                  |                                                             |
| 0:42:52 | Música do pub, "Trio" e caso do proprietário                                       | "He Made a Woman Out of Me"                        | Amy Madigan, Ry Cooder , Jim Dickinson, William "Smitty" Smith, Nathan East, Jim Keltner                   | Crossroads OST                                              |
| 0:46:48 | A caminho de Jacksonville, Flórida                                                 | Guitarra e bateria elétrica                        | Ry Cooder , bateria Jim Keltner                                                                            |                                                             |
| 0:49:02 | Bate-papo do Trio Sunset sobre a música perdida                                    | Solo de violão acústico                            | Ry Cooder                                                                                                  |                                                             |
| 0:56:13 | Willie toca enquanto o Trio caminha na ponte                                       | Gaita solo                                         | Sonny Terry                                                                                                |                                                             |
| 0:57:20 | Música de "Sonny Crup's Place"                                                     | "Down in Mississippi"                              | Jorge Calderon, Ry Cooder, Miguel Cruz, Bobby King, Terry Evans , Willie Green, Jim Keltner, Jim Dickinson | Crossroads OST                                              |
| 0:59:20 | Primeira música no "pub White"                                                     | "If I Lose" (Ralph Stanley)                        | Amy Madigan (vocal)                                                                                        |                                                             |
| 1:00:52 | Primeira música em Sonny Crup's Place                                              | "Cotton Needs Pickin"                              | Otis Taylor, Ry Cooder, Frank Frost, Jim Dickinson, Richard "Shubby" Holmes, John Price                    | Crossroads OST                                              |
| 1:01:42 | Segunda música no "pub White's"                                                    | Música country instrumental                        | |                                                             |
| 1:03:42 | Segunda música em Sonny Crup's Place                                               | "Maintenance Man"                                  | Otis Taylor, Ry Cooder, Frank Frost, Jim Dickinson, Richard "Shubby" Holmes, John Price                    |                                                             |
| 1:05:42 | Willie e Eugene Jam na casa de Sonny Crup                                          | "Willie Brown Blues"                               | Nathan East, Frank Frost, John "Juke" Logan *, Ry Cooder, Joe Seneca, John Price, Jim Dickinson            | Crossroads OST                                              |
| 1:11:37 | Frances Leavin                                                                     | Teclados e guitarra                                | |                                                             |
| 1:14:54 | Desgosto de Eugene                                                                 | "Feelin 'Bad Blues"                                | Ry Cooder                                                                                                  | Versão alternativa no "Crossroads OST"                      |
| 1:20:23 | Eugene e Willie Esperando na encruzilhada, encontrando-se com o diabo              | Solo de guitarra elétrica                          | Ry Cooder , Arlen Roth                                                                                     |                                                             |
| 1:24:22 | Apresentando: "Jack Butler" !!!                                                    | "Butler's Bag"                                     | Steve Vai , Ry Cooder , Jorge Calderon *, Jim Keltner                                                      | Versão alternativa em "The Elusive Light and Sound, Vol. 1" |
| 1:25:07 | Segunda música no "Hell's Pub"                                                     | "Somebody's Callin' My Name"                       | Arnold McCuller, Bobby King, Sam King, Willie Green, Ry Cooder                                             | Versão alternativa no "Crossroads OST"                      |
| 1:27:11 | "O duelo"                                                                          | "Head Cuttin' Duel"                                | Steve Vai , Ry Cooder (Slide Guitar), Jorge Calderon *, Sonny Terry , Jim Keltner                          | em "The Elusive Light and Sound, Vol. 1"                    |
| 1:31:42 | "O duelo", parte.2                                                                 | "Eugene's Trick Bag"                               | Steve Vai                                                                                                  | em "The Elusive Light and Sound, Vol. 1"                    |
| 1:34:07 | Vitória de Eugene                                                                  | Gaita e Slide Guitar com Blues Band                | Steve Vai , Ry Cooder (Slide Guitar), Jorge Calderon *, Sonny Terry , Jim Keltner                          |                                                             |
| 1:35:12 | Voltar para a encruzilhada                                                         | "See You in Hell, Blind Boy" (extrato)             | Alan Pasqua, Van Dyke Parks                                                                                | Crossroads OST                                              |
| 1:36:20 | Créditos finais                                                                    | "Walkin 'Away Blues"                               | Ry Cooder, Sonny Terry                                                                                     | Versão alternativa no "Crossroads OST"                      |

## Informações diversas e curiosidades
- A música neoclássica intitulada “Eugene's Trick Bag”, com a qual Eugene Martone derrota Jack Butler e vence o duelo, também foi composta por Steve Vai. A canção foi composta inspirada no Estudo N.2 de Villa-Lobos (um estudo só de arpejos)[8], e baseada em Caprice No. 5, de Niccolò Paganini.[9] Reza a lenda que Paganini teria vendido sua alma ao diabo por suas habilidades musicais[10]. Talvez por isso, e sabendo do roteiro do filme, Steve Vai tenha baseado esta sua composição numa canção de Paganini[11].
- O filme foi filmado em alguns dos mesmos locais do Delta do Mississippi, onde o roteirista Fusco certa vez pegava carona e pegava trens em busca de lendas do blues perdidas, assim como seus personagens.
- O dedilhado de Macchio ao violão era um trabalho estudado de atuação em si mesmo, porque ele não sabia tocar guitarra antes de assumir o papel de um guitarrista. Ele recebeu treinamento intensivo do guitarrista clássico William Kanengiser do Los Angeles Guitar Quartet and Blues e do mestre Arlen Roth para tocar guitarra de forma realista o suficiente para esconder sua inexperiência.
- O riff de "trem" que Jack Butler toca para intimidar Eugene no início do duelo foi mais tarde usado em "Bad Horsie", a faixa de abertura de Alien Love Secrets de Steve Vai.
- Cooder disse que o duelo final envolvendo Vai "teve que ser todo mapeado, já que tivemos que coreografar cuidadosamente a chamada e resposta daquele duelo de guitarras e usá-lo como playback durante as filmagens. Steve Vai é tremendamente científico quando se trata de tocar guitarra, e foi capaz de se adaptar a esse processo".[4]

## Equipamentos
- A guitarra usada por Jack Butler (Steve Vai) é uma Charvel San Dimas[12].
- O amplificador de guitarra usado por Jack Butler (Steve Vai) é um Carvin X100B .
- O amplificador de guitarra alimentado por bateria usado por Macchio é o Pignose Legendary 7-100.
- A Fender Telecaster Ralph Macchio carrega ao longo de sua jornada hobo na segunda metade do filme é uma CBS Fender dos anos 1970 com letras em bloco no cabeçote. Muito realistas para o filme porque não só eram acessíveis e fáceis de adquirir (isto é, na década de 1980), seu acabamento pesado de poliuretano os tornava quase impermeáveis aos testes de estrada, como pode ser visto quando Macchio e Sêneca caminham na chuva , dormindo em celeiros, barracos abandonados e ao ar livre.